# Nodaria terminalis
Nodaria terminalis är en fjärilsart som beskrevs av Alfred Ernest Wileman 1915. Nodaria terminalis ingår i släktet Nodaria och familjen nattflyn. Inga underarter finns listade i Catalogue of Life.